# Bańdziochowa Strażnica

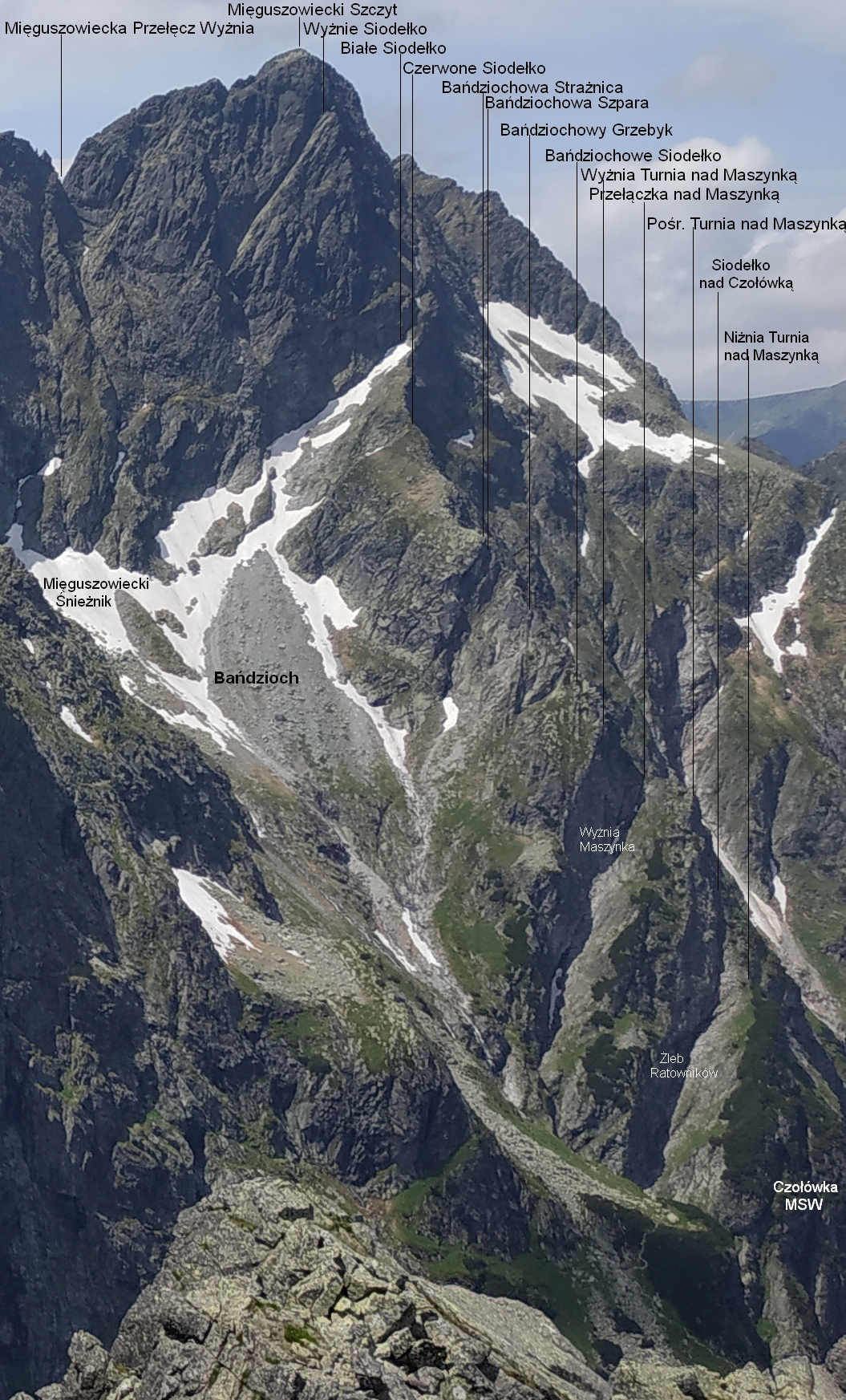

Bańdziochowa Strażnica (ok. 2150 m) – miejsce na Mięguszowieckim Filarze pomiędzy Czerwonym Siodełkiem a Bańdziochową Szparą w polskich Tatrach Wysokich. W tym miejscu na krótkim odcinku filar staje się prawie poziomy, w dolnej części natomiast podcięty jest ścianą o wysokości około 30 m. Są w niej dwa okapy o jednometrowym wysięgu. Po ich lewej stronie ścianę przecina głęboki, skośny komin. Poniżej ściany filar jest pęknięty. To Bańdziochowa Szpara – pęknięcie o głębokości do 10 m i szerokości do 2 m.
Filarem Mięguszowieckim prowadzi droga wspinaczkowa. Wejście na nią znajduje się kilkanaście metrów na prawo od wylotu Maszynki do Mięsa. Droga ma deniwelację około 880 m, jej przejście latem przy dobrych warunkach zajmuje 6 godz., a trudności wyceniono na V w skali tatrzańskiej. Omija ona ścianę Bańdziochowej Strażnicy po zachodniej stronie. Do 2003 r. ściana ta nie została zdobyta.